# Léon Trulin

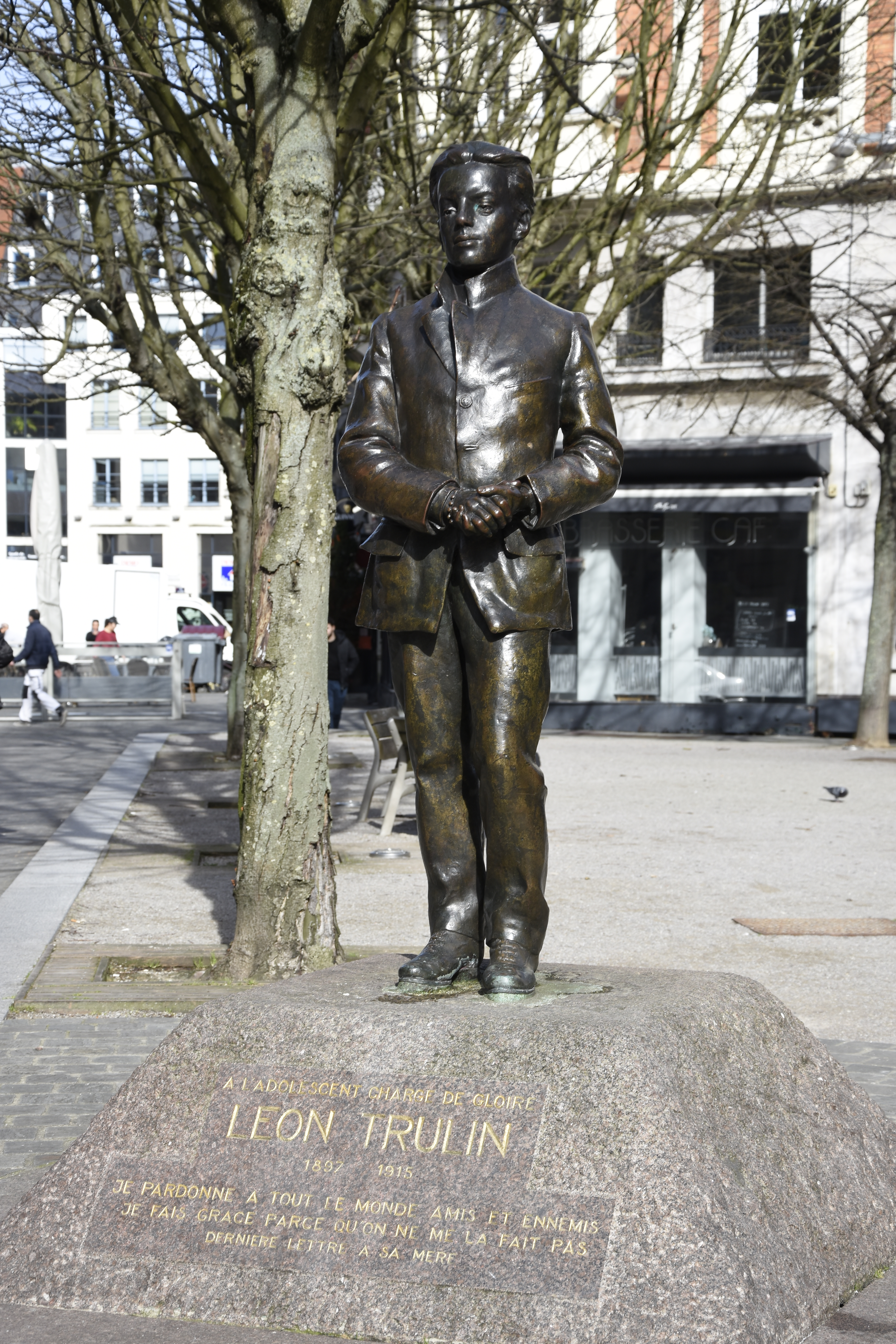
Het standbeeld van Léon Trulin in Rijsel

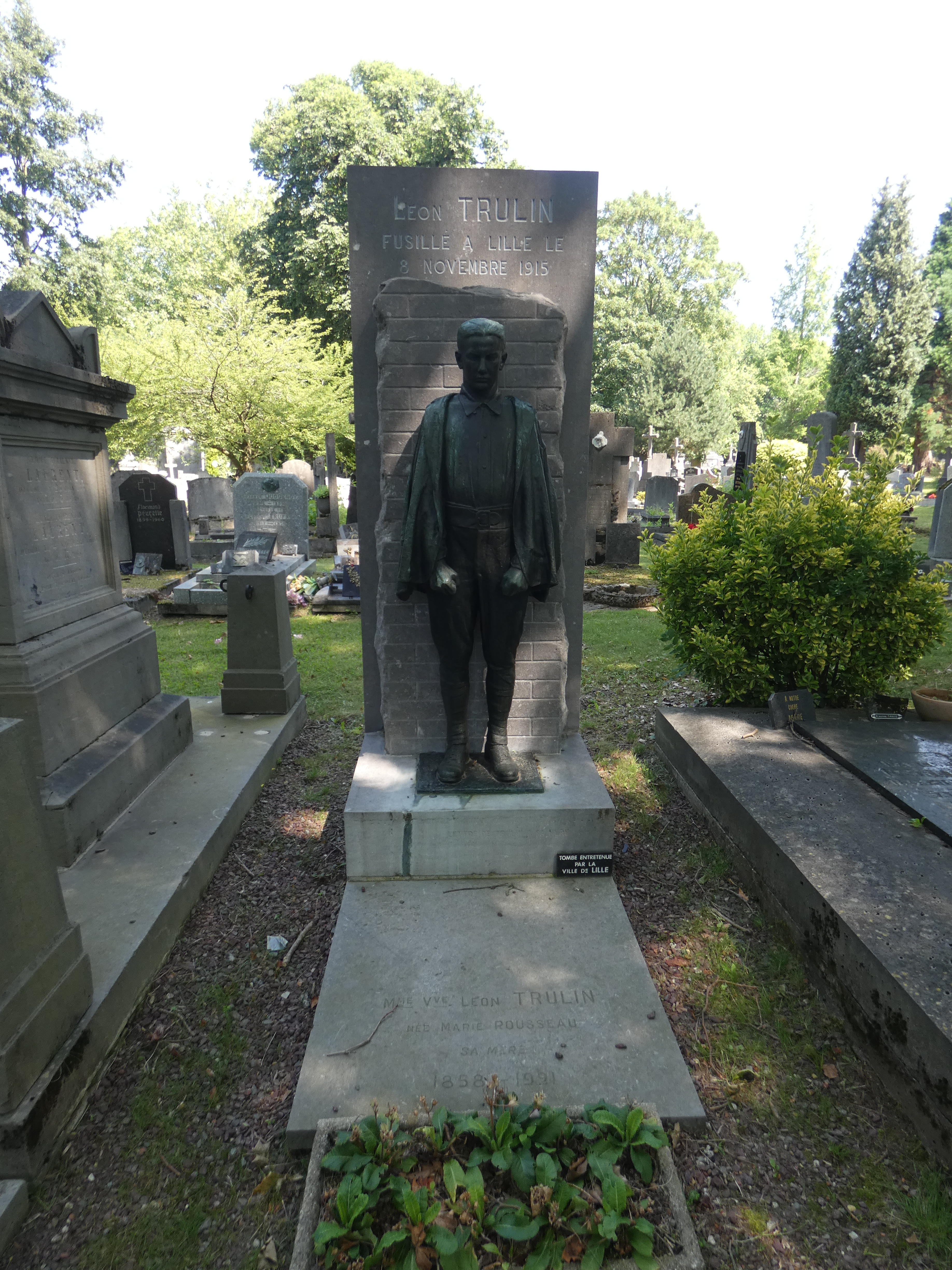
Het graf van Léon Trulin

Léon Trulin (Aat, 2 juni 1897 – Rijsel, 8 november 1915) was een Belgische spion, geëxecuteerd door de Duitse militaire autoriteiten omwille van zijn spionageactiviteiten tijdens de Eerste Wereldoorlog.

## Levensloop
Léon Trulin was de op een na jongste uit een gezin met acht kinderen. Zijn vader was loodgieter en zijn moeder werkte in de bontindustrie. Na de dood van zijn vader, 43 jaar oud, verhuisde de familie naar La Madeleine en nadien naar Rijsel. Alhoewel katholiek opgevoed studeerde Léon aan niet-religieuze scholen. Om de armoedige situatie van het gezin te verhelpen, ging hij als leerjongen werken in de bontfabriek waar hij zwaar gewond geraakte. Tijdens zijn acht maanden durende herstel las hij intensief en verwierf hij literaire kennis, wat uitzonderlijk was voor een arbeider in die tijd. Toen hij genezen was vond hij werk in de metaalindustrie. 's Avonds leerde hij blind typen en hij schreef zich in in een academie voor Schone Kunsten waar hij bediende werd.
Tijdens de zomer van 1914 brak de Eerste Wereldoorlog uit. In juni 1915 trok Trulin naar Engeland om soldaat te worden in het Belgisch leger, maar hij werd geweigerd omwille van zijn ziekelijk uiterlijk. Hij aanvaardde wel de taak om als spion inlichtingen te verzamelen en reisde verscheidene keren naar het noorden van Frankrijk. Samen met zijn vriend Raymond Derain zette hij het netwerk Noël Lurtin op (anagram van zijn naam) of Léon 143. Zij verzamelden waardevolle informatie van Aat tot Brussel en van Antwerpen tot de Nederlandse grens.

### Arrestatie en executie
In de nacht van 3 op 4 oktober 1915 trokken Raymond en Léon van Antwerpen naar Putte-Kapellen op de Belgisch-Nederlandse grens. Een Duitse patrouille arresteerde hen toen ze de Draad wilden oversteken. Ze werden naar de gevangenis aan de Begijnenstraat in Antwerpen gebracht. Léon werd in cel 176 opgesloten, van 4 tot 12 oktober. De 12e 's nachts werden ze overgebracht naar de Citadel van Rijsel waar andere verzetslieden gevangen zaten.
In november 1915, na een korte ondervraging in de kamer van het Duits militair gerecht, dat was ondergebracht in kantoren van de krant La Dépêche in de rue Nationale, werd het vonnis voorgelezen. Trulin, Derain en Gotti kregen de doodstraf en verloren definitief hun burgerlijke rechten. Drie anderen kregen gevangenisstraffen en een beschuldigde werd vrijgelaten.
Toen hem het vonnis werd voorgelezen zei Trulin eenvoudig: Ik heb het voor mijn vaderland gedaan. Hij noteerde in zijn agenda: Op 7 november 1915 om 4u10 's morgens, Franse tijd, ontving doodstraf rond 3u15. Onderaan schreef hij: Ik sterf voor mijn land en zonder spijt. Gewoon, ik ben erg triestig voor mijn dierbare moeder en mijn broers en zusters die lijden omwille van dit lot zonder schuldig te zijn. Op 8 november werd hij in een gracht van de citadel doodgeschoten.

## Afbeeldingen

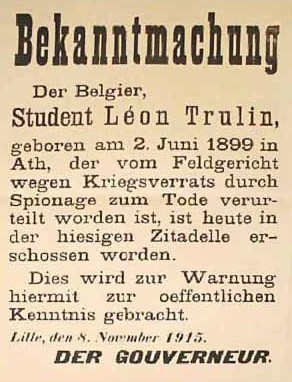
Executieverslag van Léon Trulin. Zijn geboortedatum is foutief vermeld en waarschijnlijk gebaseerd op de datum die Trulin gebruikte op zijn eigen identiteitskaart om jonger te lijken
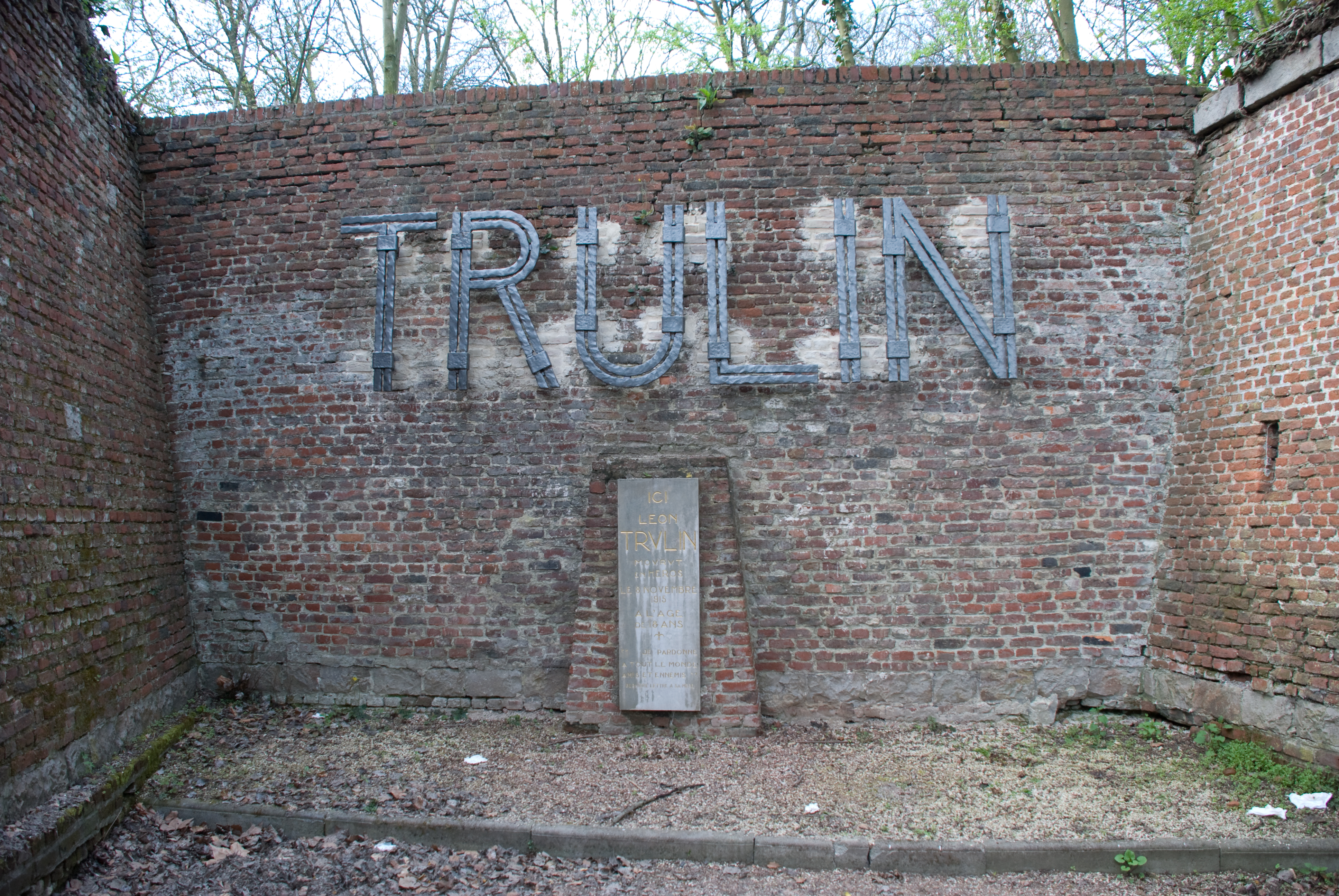
Monument op de noordelijke muur van de citadel
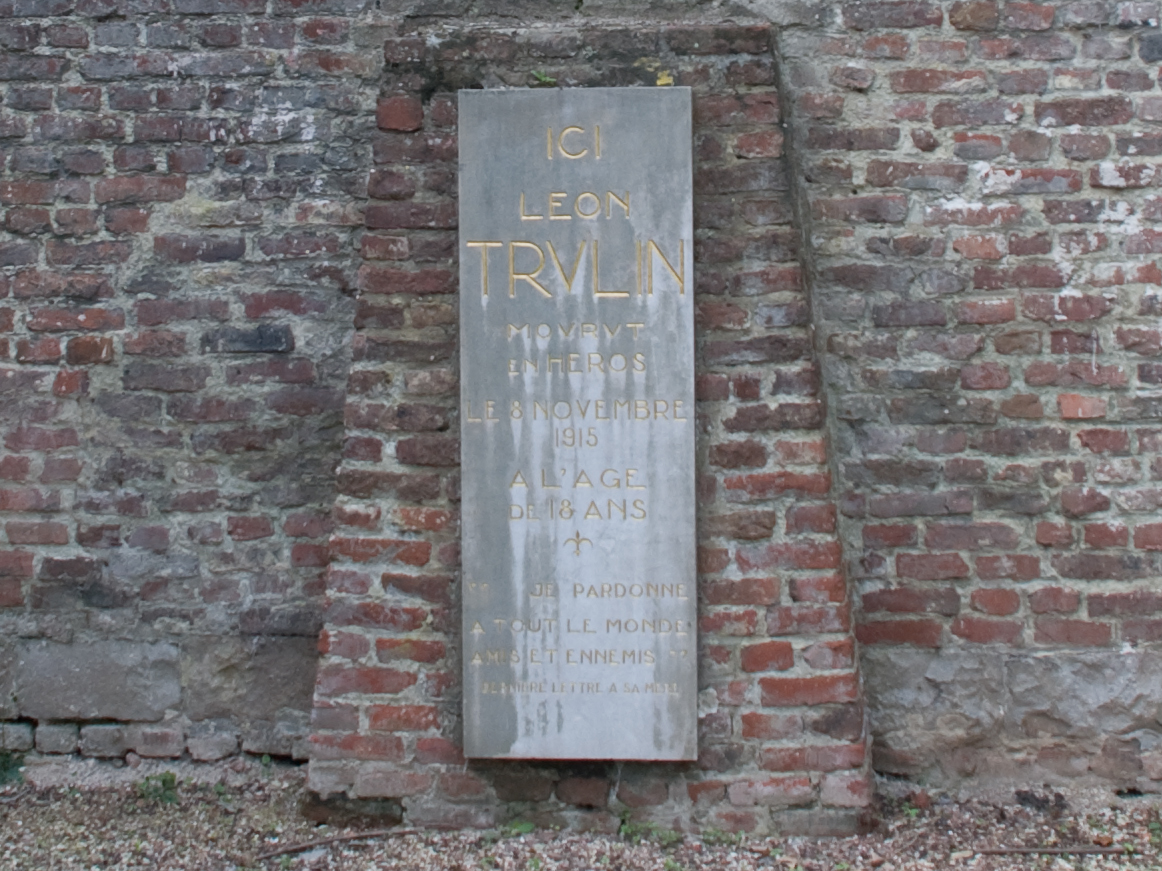
De herinneringsplaat